# فهرست قنات‌های شهرستان بافق
جدول زیر براساس آمار وزارت جهاد کشاورزی تهیه شده‌است. فهرست زیر قنات‌های شهرستان بافق در استان یزد را نشان می‌دهد.
| نام قنات          | موقعیت                 | نزدیک‌ترین روستا      | طول قنات (متر) | تعداد میله چاه | عمق مادر چاه | دبی (لیتر بر ثانیه) | سطح زیر کشت (هکتار) |
| ----------------- | ---------------------- | -------------------- | -------------- | -------------- | ------------ | ------------------- | ------------------- |
| آب حسین           | بخش مرکزی شهرستان بافق | آب حسین              | ۰              | ۰              | ۰            | ۱                   | ۰                   |
| احشام‌آباد         | بخش مرکزی شهرستان بافق | احشام‌آباد            | ۰              | ۰              | ۰            | ۲٫۲۰۰۰۰۰۰۴۷۶۸۳۷۲    | ۰                   |
| احمدآباد          | بخش مرکزی شهرستان بافق | احمدآباد             | ۰              | ۰              | ۰            | ۱                   | ۰                   |
| احمدطالبی         | بخش مرکزی شهرستان بافق | مزرعه احمدطالبی      | ۰              | ۰              | ۰            | ۰٫۶۰۰۰۰۰۰۲۳۸۴۱۸۵۸   | ۰                   |
| استخربالا         | بخش مرکزی شهرستان بافق | هریسک پایین          | ۰              | ۰              | ۰            | ۱٫۲۰۰۰۰۰۰۴۷۶۸۳۷۲    | ۰                   |
| استخرپایین        | بخش مرکزی شهرستان بافق | هریسک پایین          | ۰              | ۰              | ۰            | ۲٫۵                 | ۰                   |
| امامزاده          | بخش مرکزی شهرستان بافق | ده علی               | ۰              | ۰              | ۰            | ۷٫۵                 | ۰                   |
| انجیروئیه         | بخش مرکزی شهرستان بافق | رتک                  | ۰              | ۰              | ۰            | ۰٫۸۰۰۰۰۰۰۱۱۹۲۰۹۲۹   | ۰                   |
| اکبرآباد          | بخش مرکزی شهرستان بافق | موری‌آباد             | ۰              | ۰              | ۰            | ۲                   | ۰                   |
| باجگون            | بخش مرکزی شهرستان بافق | باجگون               | ۰              | ۰              | ۰            | ۵                   | ۰                   |
| باغ بهار          | بخش مرکزی شهرستان بافق | مزرعه باغ بهار       | ۰              | ۰              | ۰            | ۵                   | ۰                   |
| باغدر             | بخش مرکزی شهرستان بافق | باغدر                | ۰              | ۰              | ۰            | ۰٫۷۵                | ۰                   |
| باقرآباد          | بخش مرکزی شهرستان بافق | باقرآباد             | ۰              | ۰              | ۰            | ۵                   | ۰                   |
| برکوه             | بخش مرکزی شهرستان بافق | برکوه                | ۰              | ۰              | ۰            | ۱۴                  | ۰                   |
| بساب              | بخش مرکزی شهرستان بافق | بساب                 | ۰              | ۰              | ۰            | ۲۱                  | ۰                   |
| تاج کوه           | بخش مرکزی شهرستان بافق | تاج کوه              | ۰              | ۰              | ۰            | ۲٫۵                 | ۰                   |
| تراب‌آباد          | بخش مرکزی شهرستان بافق | تراب‌آباد             | ۰              | ۰              | ۰            | ۵                   | ۰                   |
| تلخ‌آباد           | بخش مرکزی شهرستان بافق | تلخ‌آباد              | ۰              | ۰              | ۰            | ۳٫۵                 | ۰                   |
| جعفرآباد          | بخش مرکزی شهرستان بافق | جعفرآباد             | ۰              | ۰              | ۰            | ۱٫۵                 | ۰                   |
| جلال‌آباد          | بخش مرکزی شهرستان بافق | مظفریه               | ۰              | ۰              | ۰            | ۱۰                  | ۰                   |
| جلال‌آباد          | بخش مرکزی شهرستان بافق | جلال‌آباد             | ۰              | ۰              | ۰            | ۰٫۲۵                | ۰                   |
| جلال‌آباد          | بخش مرکزی شهرستان بافق | جلال‌آباد             | ۰              | ۰              | ۰            | ۲                   | ۰                   |
| جلگه زاوه         | بخش مرکزی شهرستان بافق | جلگه زاوه            | ۰              | ۰              | ۰            | ۵                   | ۰                   |
| جمال‌آباد          | بخش مرکزی شهرستان بافق | جمال‌آباد ده حاجی رضا | ۰              | ۰              | ۰            | ۰                   | ۰                   |
| جوزی              | بخش مرکزی شهرستان بافق | جوزی                 | ۰              | ۰              | ۰            | ۵                   | ۰                   |
| حاجی‌آباد          | بخش مرکزی شهرستان بافق | علی‌آباد              | ۰              | ۰              | ۰            | ۰٫۵                 | ۰                   |
| حجت‌آباد           | بخش مرکزی شهرستان بافق | شیطور                | ۰              | ۰              | ۰            | ۰                   | ۰                   |
| حسین‌آباد          | بخش مرکزی شهرستان بافق | حسین‌آباد             | ۰              | ۰              | ۰            | ۴                   | ۰                   |
| حسین‌آباد          | بخش مرکزی شهرستان بافق | حسین‌آباد             | ۰              | ۰              | ۰            | ۰٫۱۰۰۰۰۰۰۰۱۴۹۰۱۱۶   | ۰                   |
| حسین‌آباد          | بخش مرکزی شهرستان بافق | حسین‌آباد             | ۰              | ۰              | ۰            | ۲                   | ۰                   |
| حسین‌آباد          | بخش مرکزی شهرستان بافق | شیطور                | ۰              | ۰              | ۰            | ۲                   | ۰                   |
| حضرون             | بخش مرکزی شهرستان بافق | حضرون                | ۰              | ۰              | ۰            | ۲                   | ۰                   |
| حکیم‌آباد          | بخش مرکزی شهرستان بافق | حکیم‌آباد             | ۰              | ۰              | ۰            | ۴٫۵                 | ۰                   |
| خرم‌آباد           | بخش مرکزی شهرستان بافق | خرم‌آباد              | ۰              | ۰              | ۰            | ۲                   | ۰                   |
| خن کوئیه          | بخش مرکزی شهرستان بافق | رتک                  | ۰              | ۰              | ۰            | ۰٫۳۰۰۰۰۰۰۱۱۹۲۰۹۲۹   | ۰                   |
| خودبان            | بخش مرکزی شهرستان بافق | خودبان               | ۰              | ۰              | ۰            | ۱٫۵                 | ۰                   |
| خیاروئیه          | بخش مرکزی شهرستان بافق | رتک                  | ۰              | ۰              | ۰            | ۰٫۵                 | ۰                   |
| خیرآباد           | بخش مرکزی شهرستان بافق | خیرآباد              | ۰              | ۰              | ۰            | ۴                   | ۰                   |
| دارستان           | بخش مرکزی شهرستان بافق | دارستان              | ۰              | ۰              | ۰            | ۵٫۵                 | ۰                   |
| دره خرم           | بخش مرکزی شهرستان بافق | زیرحسین‌آباد          | ۰              | ۰              | ۰            | ۰٫۲۵                | ۰                   |
| ده بالا           | بخش مرکزی شهرستان بافق | باغستان زیری         | ۰              | ۰              | ۰            | ۸                   | ۰                   |
| ده بالا           | بخش مرکزی شهرستان بافق | رتک                  | ۰              | ۰              | ۰            | ۱                   | ۰                   |
| ده بالا           | بخش مرکزی شهرستان بافق | رتک                  | ۰              | ۰              | ۰            | ۰                   | ۰                   |
| ده ته             | بخش مرکزی شهرستان بافق | باغستان زیری         | ۰              | ۰              | ۰            | ۵                   | ۰                   |
| ده تک             | بخش مرکزی شهرستان بافق | ده تک باجگون         | ۰              | ۰              | ۰            | ۱                   | ۰                   |
| ده حسین حاجی عسکر | بخش مرکزی شهرستان بافق | رتک                  | ۰              | ۰              | ۰            | ۰٫۸۰۰۰۰۰۰۱۱۹۲۰۹۲۹   | ۰                   |
| ده علی            | بخش مرکزی شهرستان بافق | ده علی               | ۰              | ۰              | ۰            | ۱۴                  | ۰                   |
| ده مزرعه          | بخش مرکزی شهرستان بافق | ده مزرعه             | ۰              | ۰              | ۰            | ۳٫۵                 | ۰                   |
| ده مهدی           | بخش مرکزی شهرستان بافق | ده مهدی              | ۰              | ۰              | ۰            | ۰٫۲۰۰۰۰۰۰۰۲۹۸۰۲۳۲   | ۰                   |
| ده مهدی           | بخش مرکزی شهرستان بافق | ده مهدی              | ۰              | ۰              | ۰            | ۰٫۵                 | ۰                   |
| ده کوچک           | بخش مرکزی شهرستان بافق | شیطور                | ۰              | ۰              | ۰            | ۴                   | ۰                   |
| دهنو              | بخش مرکزی شهرستان بافق | دهنو                 | ۰              | ۰              | ۰            | ۱٫۲۵                | ۰                   |
| دهنو              | بخش مرکزی شهرستان بافق | صادق‌آباد             | ۰              | ۰              | ۰            | ۰                   | ۰                   |
| دهنو              | بخش مرکزی شهرستان بافق | دهنو                 | ۰              | ۰              | ۰            | ۳                   | ۰                   |
| دهنورضویه         | بخش مرکزی شهرستان بافق | دهنورضویه            | ۰              | ۰              | ۰            | ۲٫۵                 | ۰                   |
| دهو               | بخش مرکزی شهرستان بافق | دهو                  | ۰              | ۰              | ۰            | ۱                   | ۰                   |
| رحمان‌آباد         | بخش مرکزی شهرستان بافق | رحمان‌آباد            | ۰              | ۰              | ۰            | ۰٫۷۵                | ۰                   |
| رحیم‌آباد          | بخش مرکزی شهرستان بافق | مظفریه               | ۰              | ۰              | ۰            | ۲                   | ۰                   |
| رضائیه            | بخش مرکزی شهرستان بافق | رضااباد              | ۰              | ۰              | ۰            | ۳۰                  | ۰                   |
| رضااباد           | بخش مرکزی شهرستان بافق | رضااباد              | ۰              | ۰              | ۰            | ۱٫۵                 | ۰                   |
| زریگان            | بخش مرکزی شهرستان بافق | زریگان               | ۰              | ۰              | ۰            | ۱٫۵                 | ۰                   |
| زیدآباد           | بخش مرکزی شهرستان بافق | علی‌آباد              | ۰              | ۰              | ۰            | ۰٫۷۵                | ۰                   |
| سال‌آباد           | بخش مرکزی شهرستان بافق | کرمانیه              | ۰              | ۰              | ۰            | ۴                   | ۰                   |
| سندو              | بخش مرکزی شهرستان بافق | سندو                 | ۰              | ۰              | ۰            | ۱                   | ۰                   |
| سیدآباد           | بخش مرکزی شهرستان بافق | سیدآباد              | ۰              | ۰              | ۰            | ۴                   | ۰                   |
| سیدآباد           | بخش مرکزی شهرستان بافق | سیدآباد              | ۰              | ۰              | ۰            | ۴٫۵                 | ۰                   |
| سیروس‌آباد         | بخش مرکزی شهرستان بافق | سیروس‌آباد            | ۰              | ۰              | ۰            | ۱٫۵                 | ۰                   |
| شاه ولی           | بخش مرکزی شهرستان بافق | قطروم                | ۰              | ۰              | ۰            | ۰٫۵                 | ۰                   |
| شریف‌آباد          | بخش مرکزی شهرستان بافق | شریف‌آباد             | ۰              | ۰              | ۰            | ۲٫۵                 | ۰                   |
| شمس الدین         | بخش مرکزی شهرستان بافق | ده شمس الدین         | ۰              | ۰              | ۰            | ۱                   | ۰                   |
| شمس‌آباد           | بخش مرکزی شهرستان بافق | شمس‌آباد              | ۰              | ۰              | ۰            | ۰                   | ۰                   |
| شهرآباد           | بخش مرکزی شهرستان بافق | شهرآباد              | ۰              | ۰              | ۰            | ۱۲                  | ۰                   |
| صدرآباد           | بخش مرکزی شهرستان بافق | صدرآباد              | ۰              | ۰              | ۰            | ۷٫۵                 | ۰                   |
| طاهرآباد          | بخش مرکزی شهرستان بافق | بافق                 | ۰              | ۰              | ۰            | ۷                   | ۰                   |
| عباس‌آباد          | بخش مرکزی شهرستان بافق | عباس‌آباد             | ۰              | ۰              | ۰            | ۴                   | ۰                   |
| علی‌آباد بالا      | بخش مرکزی شهرستان بافق | علی‌آباد              | ۰              | ۰              | ۰            | ۱                   | ۰                   |
| علی‌آباد سردوزی    | بخش مرکزی شهرستان بافق | علی‌آباد سردوزی       | ۰              | ۰              | ۰            | ۵                   | ۰                   |
| علی‌آباد پایین     | بخش مرکزی شهرستان بافق | علی‌آباد              | ۰              | ۰              | ۰            | ۱٫۵                 | ۰                   |
| عنایت‌آباد         | بخش مرکزی شهرستان بافق | بافق                 | ۰              | ۰              | ۰            | ۳۱                  | ۰                   |
| فاضلیه            | بخش مرکزی شهرستان بافق | فاضلیه               | ۰              | ۰              | ۰            | ۴۴٫۵                | ۰                   |
| فیروزآباد         | بخش مرکزی شهرستان بافق | پیروزاباد            | ۰              | ۰              | ۰            | ۳٫۵                 | ۰                   |
| فیض‌آباد           | بخش مرکزی شهرستان بافق | فیض‌آباد              | ۰              | ۰              | ۰            | ۹                   | ۰                   |
| مبارکه            | بخش مرکزی شهرستان بافق | مبارکه               | ۰              | ۰              | ۰            | ۲۱                  | ۰                   |
| محمودآباد         | بخش مرکزی شهرستان بافق | محمودآباد            | ۰              | ۰              | ۰            | ۳                   | ۰                   |
| مزرعه میرزااحمد   | بخش مرکزی شهرستان بافق | مزرعه میرزااحمد      | ۰              | ۰              | ۰            | ۰٫۵                 | ۰                   |
| مظفرآباد شیطور    | بخش مرکزی شهرستان بافق | شیطور                | ۰              | ۰              | ۰            | ۱۰                  | ۰                   |
| مهدی‌آباد رنجبر    | بخش مرکزی شهرستان بافق | دهنه گلیو            | ۰              | ۰              | ۰            | ۱                   | ۰                   |
| مهرآباد           | بخش مرکزی شهرستان بافق | مظفریه               | ۰              | ۰              | ۰            | ۴                   | ۰                   |
| موری‌آباد          | بخش مرکزی شهرستان بافق | موری‌آباد             | ۰              | ۰              | ۰            | ۲٫۵                 | ۰                   |
| مومن‌آباد          | بخش مرکزی شهرستان بافق | مومن‌آباد             | ۰              | ۰              | ۰            | ۴                   | ۰                   |
| نتکوه             | بخش مرکزی شهرستان بافق | نتکوه                | ۰              | ۰              | ۰            | ۲٫۵                 | ۰                   |
| نصرت‌آباد          | بخش مرکزی شهرستان بافق | نصرت‌آباد             | ۰              | ۰              | ۰            | ۵٫۵                 | ۰                   |
| نگینگون           | بخش مرکزی شهرستان بافق | نگینگون              | ۰              | ۰              | ۰            | ۱٫۵                 | ۰                   |
| هرمزان بالا       | بخش مرکزی شهرستان بافق | هرمزان بالا          | ۰              | ۰              | ۰            | ۷٫۵                 | ۰                   |
| هرمزان پایین      | بخش مرکزی شهرستان بافق | هرمزان پایین         | ۰              | ۰              | ۰            | ۳                   | ۰                   |
| هریسک بالا        | بخش مرکزی شهرستان بافق | هریسک بالا           | ۰              | ۰              | ۰            | ۳٫۵                 | ۰                   |
| هم سوک            | بخش مرکزی شهرستان بافق | هم سوک               | ۰              | ۰              | ۰            | ۴                   | ۰                   |
| هنزوئیه           | بخش مرکزی شهرستان بافق | رتک                  | ۰              | ۰              | ۰            | ۰                   | ۰                   |
| هینه              | بخش مرکزی شهرستان بافق | صدرآباد              | ۰              | ۰              | ۰            | ۳۰                  | ۰                   |
| چاه میر           | بخش مرکزی شهرستان بافق | چاه میر              | ۰              | ۰              | ۰            | ۱٫۵                 | ۰                   |
| چاهو              | بخش مرکزی شهرستان بافق | چاهو                 | ۰              | ۰              | ۰            | ۳                   | ۰                   |
| کاظم‌آباد          | بخش مرکزی شهرستان بافق | رتک                  | ۰              | ۰              | ۰            | ۰                   | ۰                   |
| کبیرآباد          | بخش مرکزی شهرستان بافق | کبیرآباد             | ۰              | ۰              | ۰            | ۳٫۵                 | ۰                   |
| کرمانیه           | بخش مرکزی شهرستان بافق | کرمانیه              | ۰              | ۰              | ۰            | ۵                   | ۰                   |
| کمال‌آباد          | بخش مرکزی شهرستان بافق | کمال‌آباد             | ۰              | ۰              | ۰            | ۳٫۵                 | ۰                   |
| کوشک              | بخش مرکزی شهرستان بافق | کوشک                 | ۰              | ۰              | ۰            | ۱٫۵                 | ۰                   |
| کوشکوئیه          | بخش مرکزی شهرستان بافق | کوشکوئیه             | ۰              | ۰              | ۰            | ۱٫۵                 | ۰                   |
| کویرو             | بخش مرکزی شهرستان بافق | کویرو                | ۰              | ۰              | ۰            | ۰٫۲۰۰۰۰۰۰۰۲۹۸۰۲۳۲   | ۰                   |
| گذرکوئیه          | بخش مرکزی شهرستان بافق | رتک                  | ۰              | ۰              | ۰            | ۰٫۷۵                | ۰                   |
| گرگین‌آباد         | بخش مرکزی شهرستان بافق | گرگین‌آباد            | ۰              | ۰              | ۰            | ۲٫۵                 | ۰                   |
| گز کوئیه          | بخش مرکزی شهرستان بافق | رتک                  | ۰              | ۰              | ۰            | ۰٫۷۵                | ۰                   |
| گزستان            | بخش مرکزی شهرستان بافق | گزستان               | ۰              | ۰              | ۰            | ۸                   | ۰                   |
| گله گرد           | بخش مرکزی شهرستان بافق | گله گرد              | ۰              | ۰              | ۰            | ۰٫۵                 | ۰                   |
| یمامه             | بخش مرکزی شهرستان بافق | غول‌آباد              | ۰              | ۰              | ۰            | ۱۴                  | ۰                   |
| یوسف شاهی         | بخش مرکزی شهرستان بافق | غول‌آباد              | ۰              | ۰              | ۰            | ۱۱                  | ۰                   |